# Robin Lakoff
Robin Tolmach Lakoff (Nova Iorque, 27 de novembro de 1942 – Walnut Creek, 5 de agosto de 2025) foi uma linguista estadunidense, professora emérita da Universidade da Califórnia em Berkeley. Foi conhecida principalmente por suas pesquisas acerca da relação entre gênero e linguagem. Foi casada com George Lakoff.